# Нова-Эра (Минас-Жерайс)
Нова-Эра (порт. Nova Era) — муниципалитет в Бразилии, входит в штат Минас-Жерайс. Составная часть мезорегиона Агломерация Белу-Оризонти. Входит в экономико-статистический микрорегион Итабира. Население составляет 17 864 человека на 2006 год. Занимает площадь 363,195 км². Плотность населения — 49,2 чел./км².

## История
Город основан 19 марта 1703 года.

## Статистика
- Валовой внутренний продукт на 2003 год составляет 106 705 956,00 реалов (данные: Бразильский институт географии и статистики).
- Валовой внутренний продукт на душу населения на 2003 год составляет 5990,01 реалов (данные: Бразильский институт географии и статистики).
- Индекс развития человеческого потенциала на 2000 год составляет 0,792 (данные: Программа развития ООН).

## География
Климат местности: тропический.